# BMW Seria 7
BMW Seria 7 este un sedan de lux cu patru uși, de dimensiuni complete, fabricat și comercializat de producătorul german de automobile BMW din 1977. Este succesorul sedanului BMW E3 „New Six” și se află în prezent la a șasea generație.
Seria 7 este mașina emblematică a BMW și este disponibilă doar în caroserie sedan (inclusiv modele cu ampatament lung și limuzină). În mod tradițional, introduce tehnologii și teme de design exterior înainte ca acestea să ajungă la alte modele din gama BMW.

## Istoric
Prima generație a Seriei 7 a fost propulsată de motoare pe benzină 6 în linie, iar generațiile următoare au fost propulsate de motoare inline-4, straight-6, V8 și V12 atât cu aspirație naturală, cât și cu supraalimentare. Din 1995, motoarele diesel au fost opționale în Seria 7.

## Prima generație (E23; 1977)

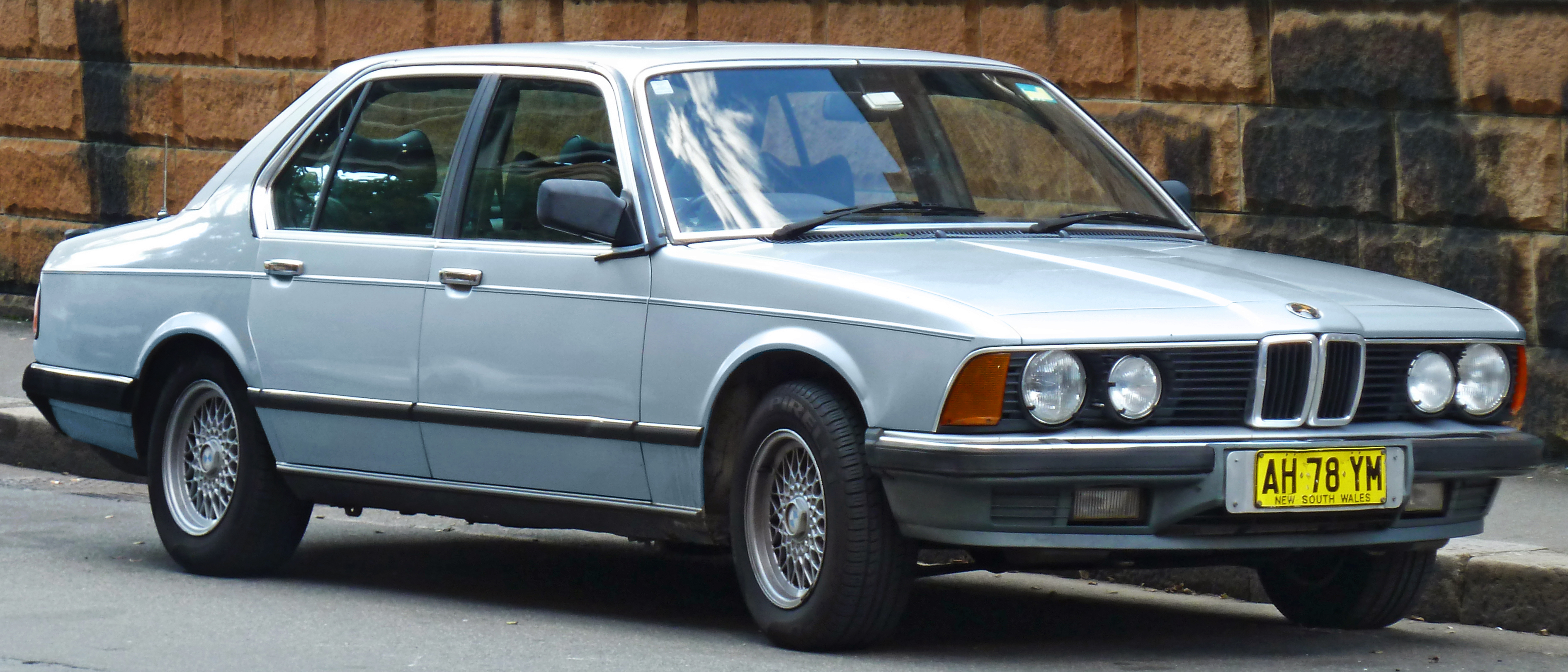
BMW 735i sedan (Australia)

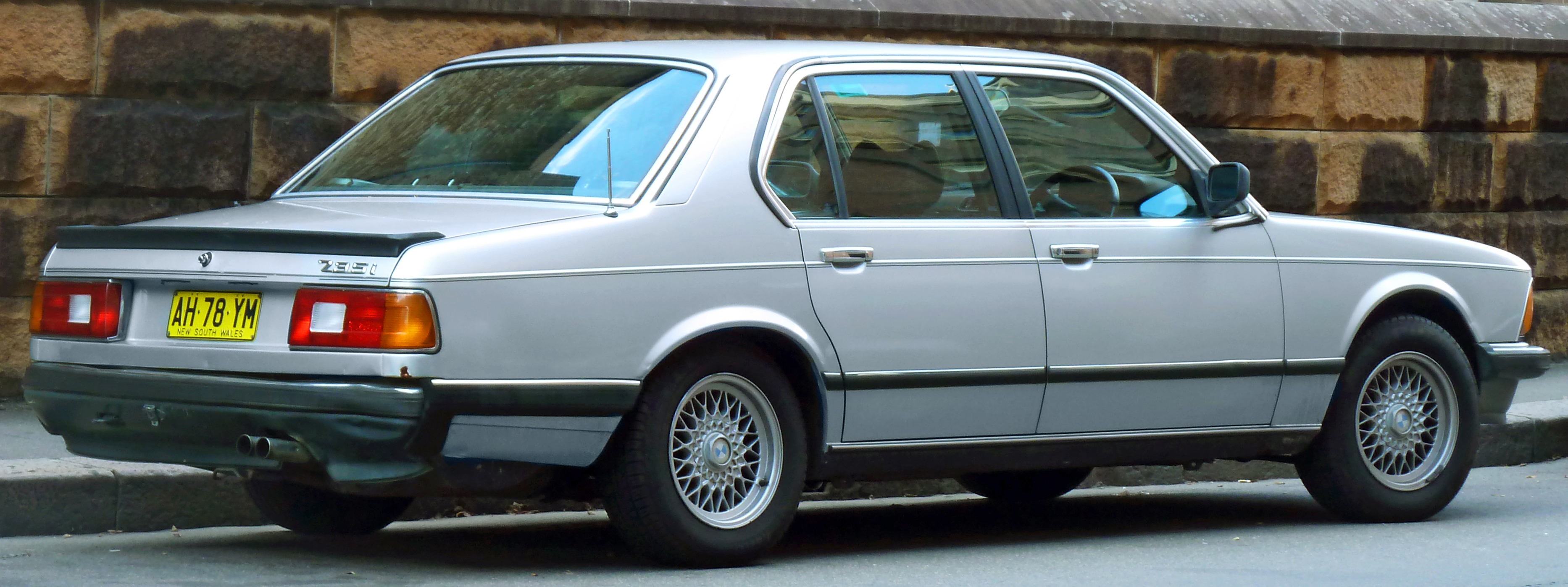
BMW 735i sedan (Australia)

## A doua generație (E32; 1986)

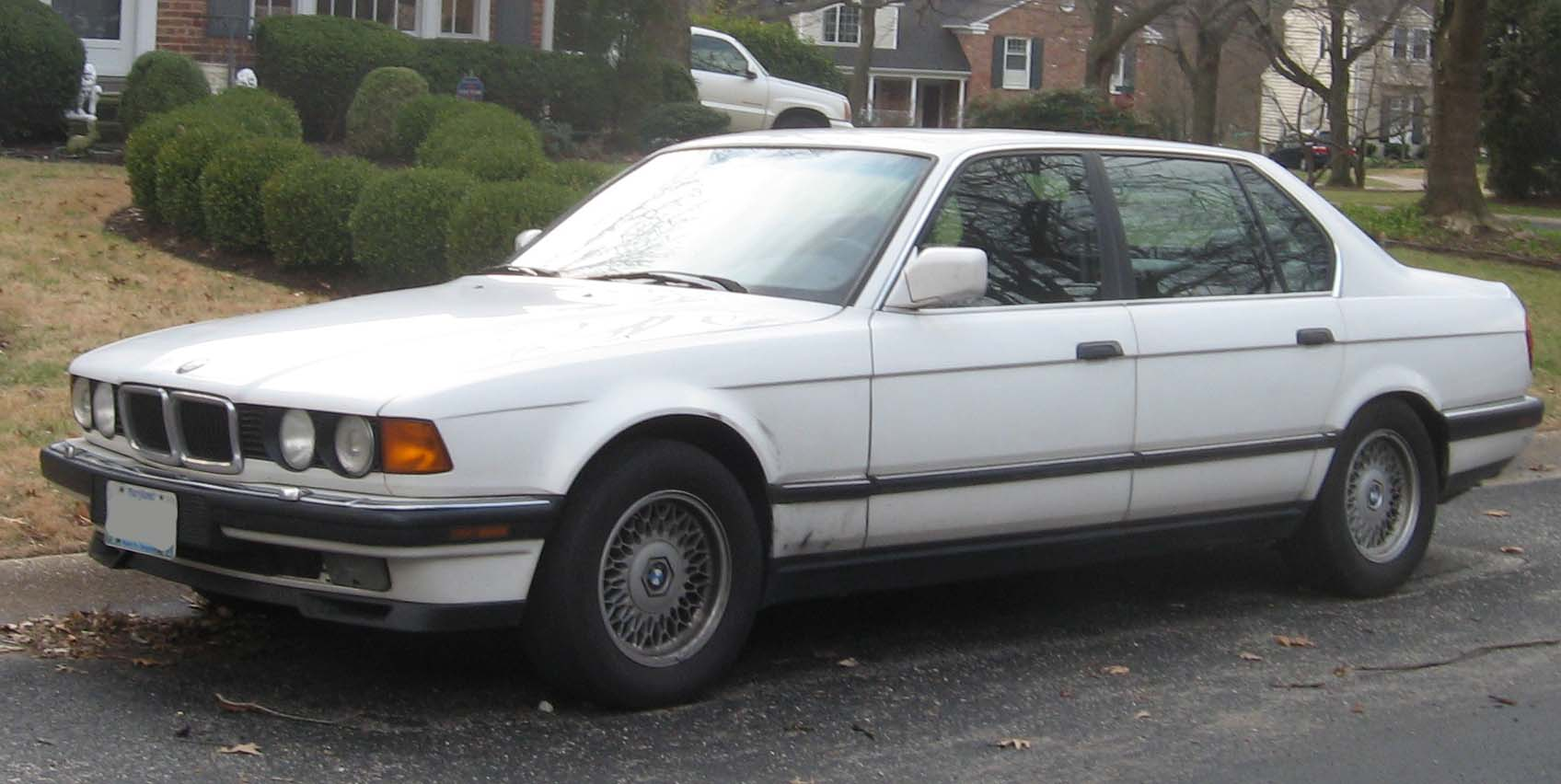
BMW 740iL sedan

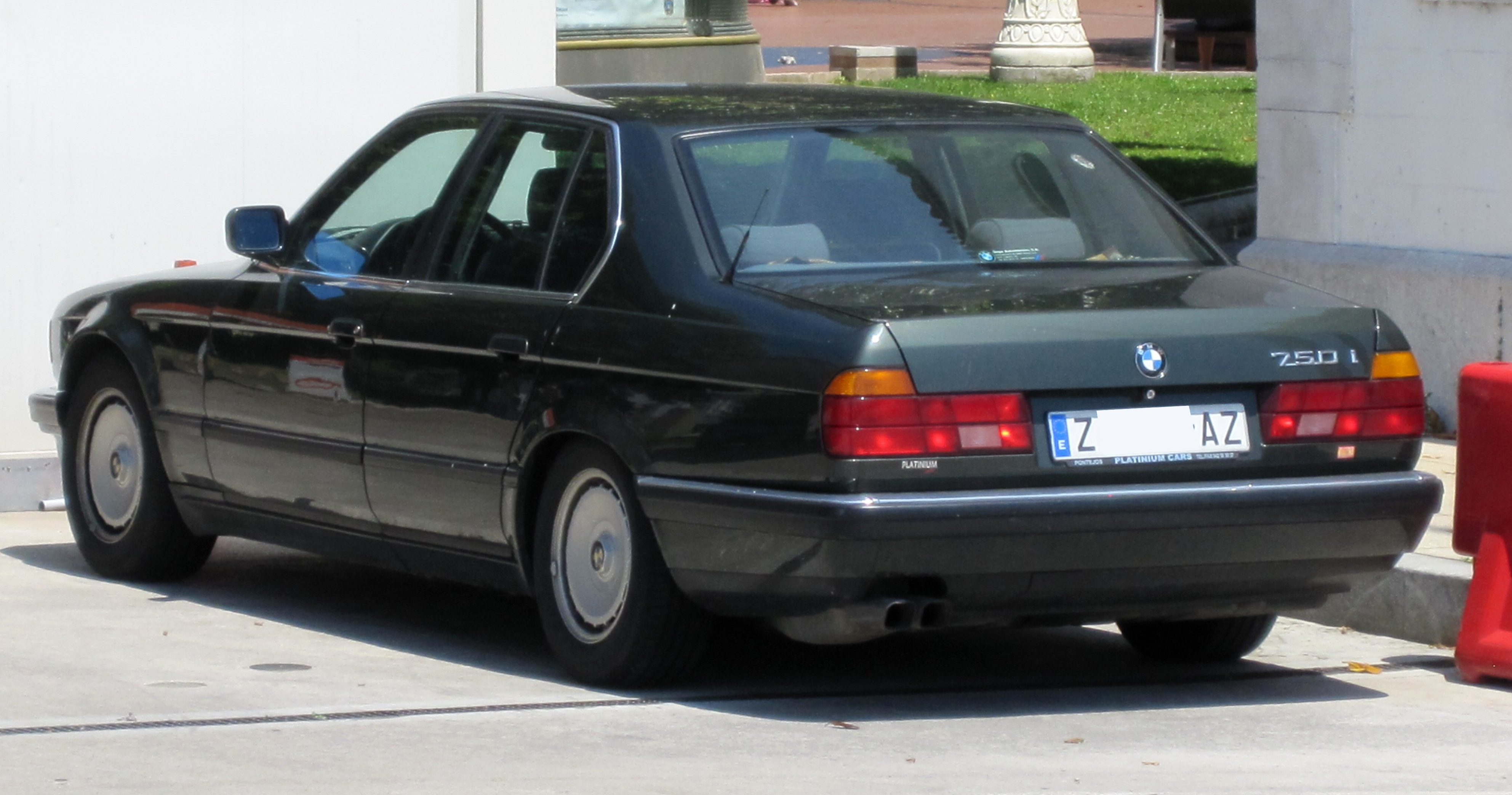
BMW 750i sedan

## A treia generație (E38; 1994)

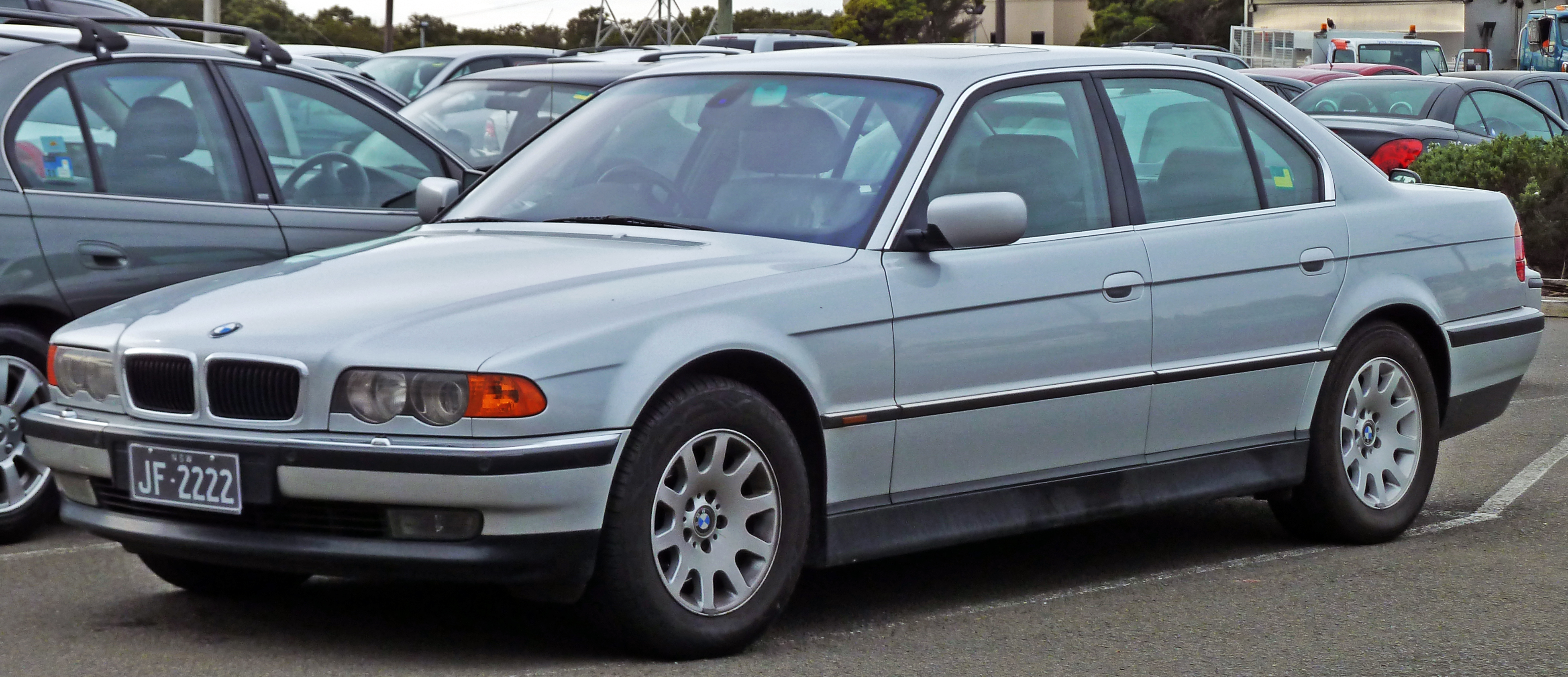
BMW 735i (facelift)

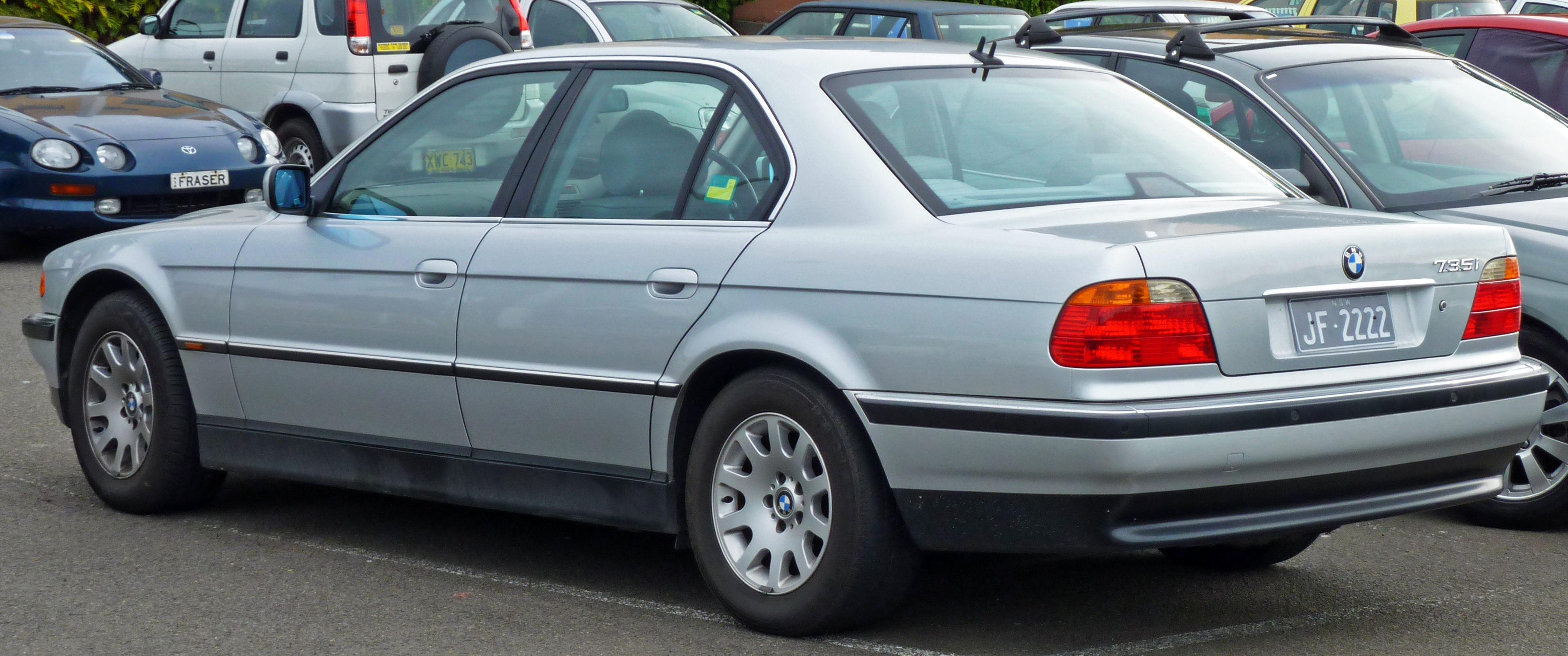
BMW 735i (facelift)

## A patra generație (E65/E66/E67/E68; 2001)

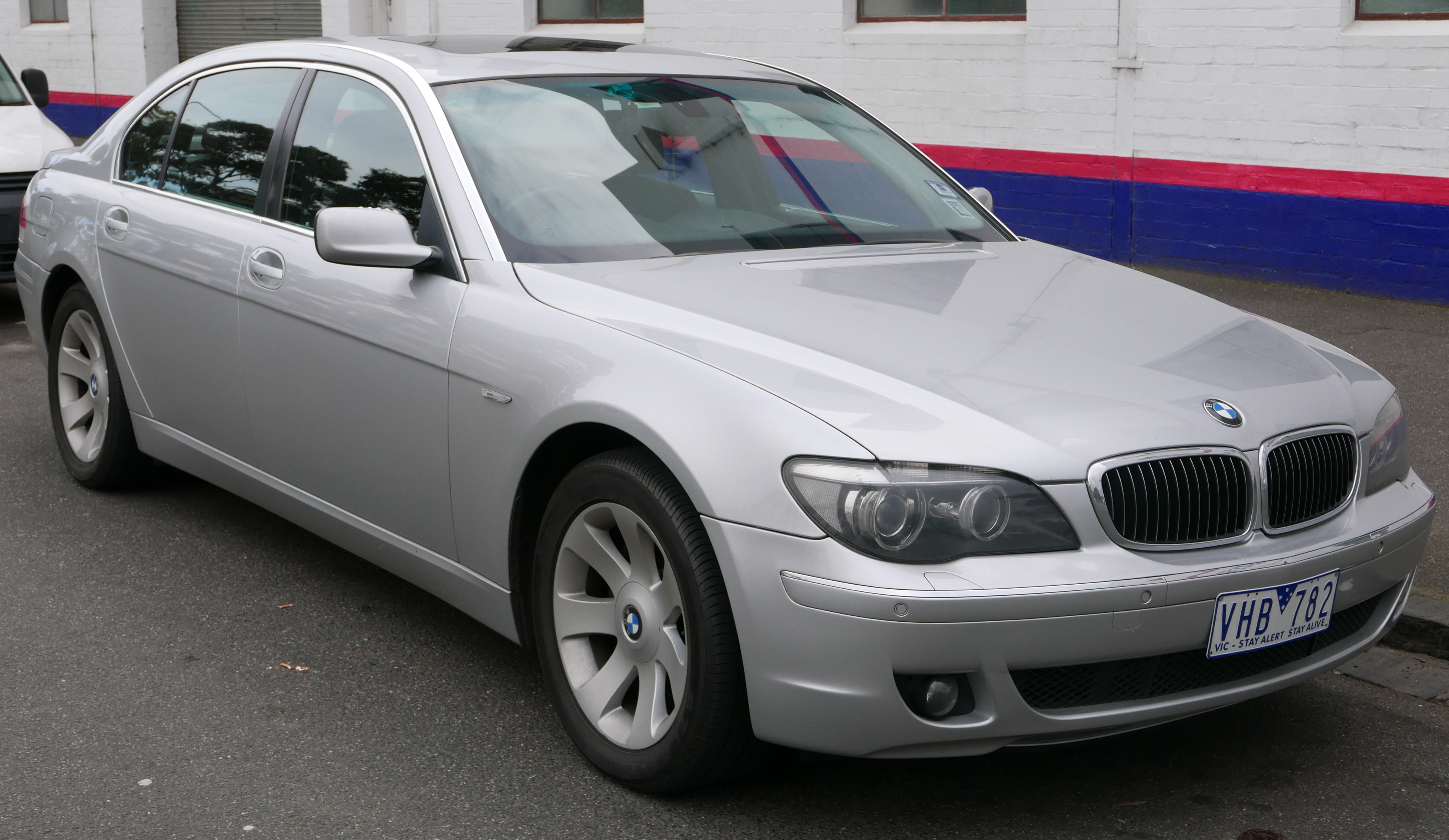
BMW 740Li (facelift; Australia)

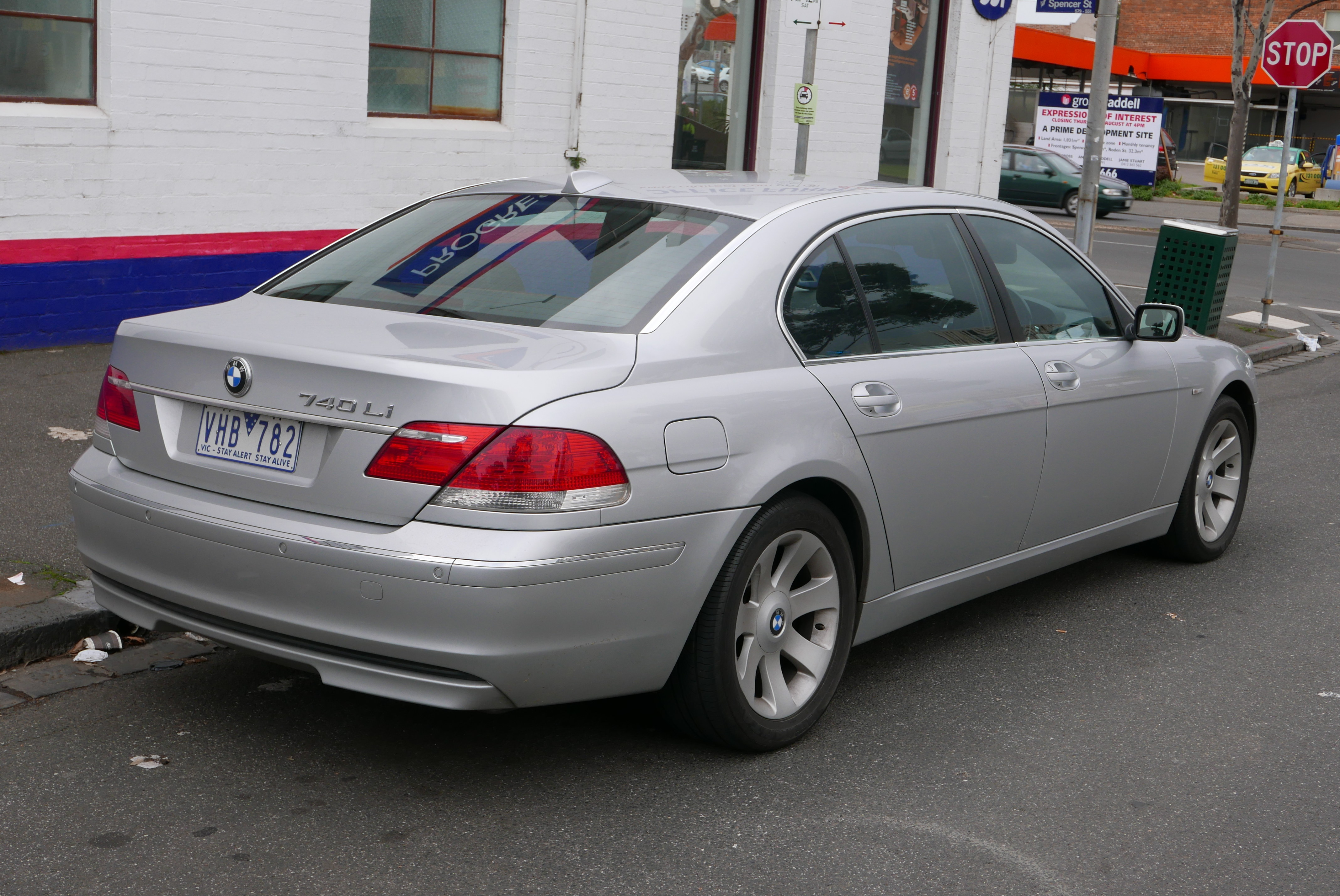
BMW 740Li (facelift; Australia)

## A cincea generație (F01/F02/F03/F04; 2008)

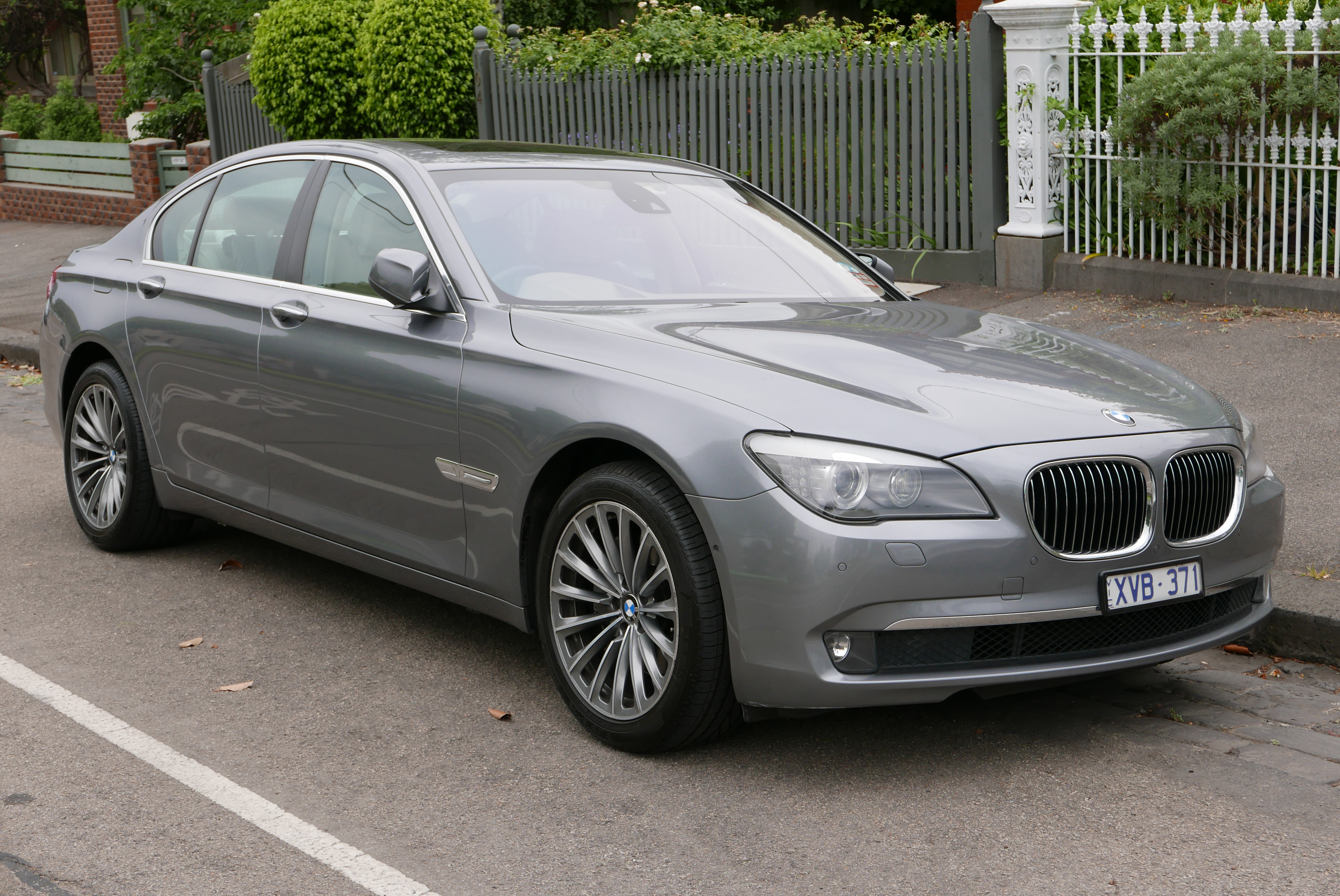
BMW 730d (Australia)

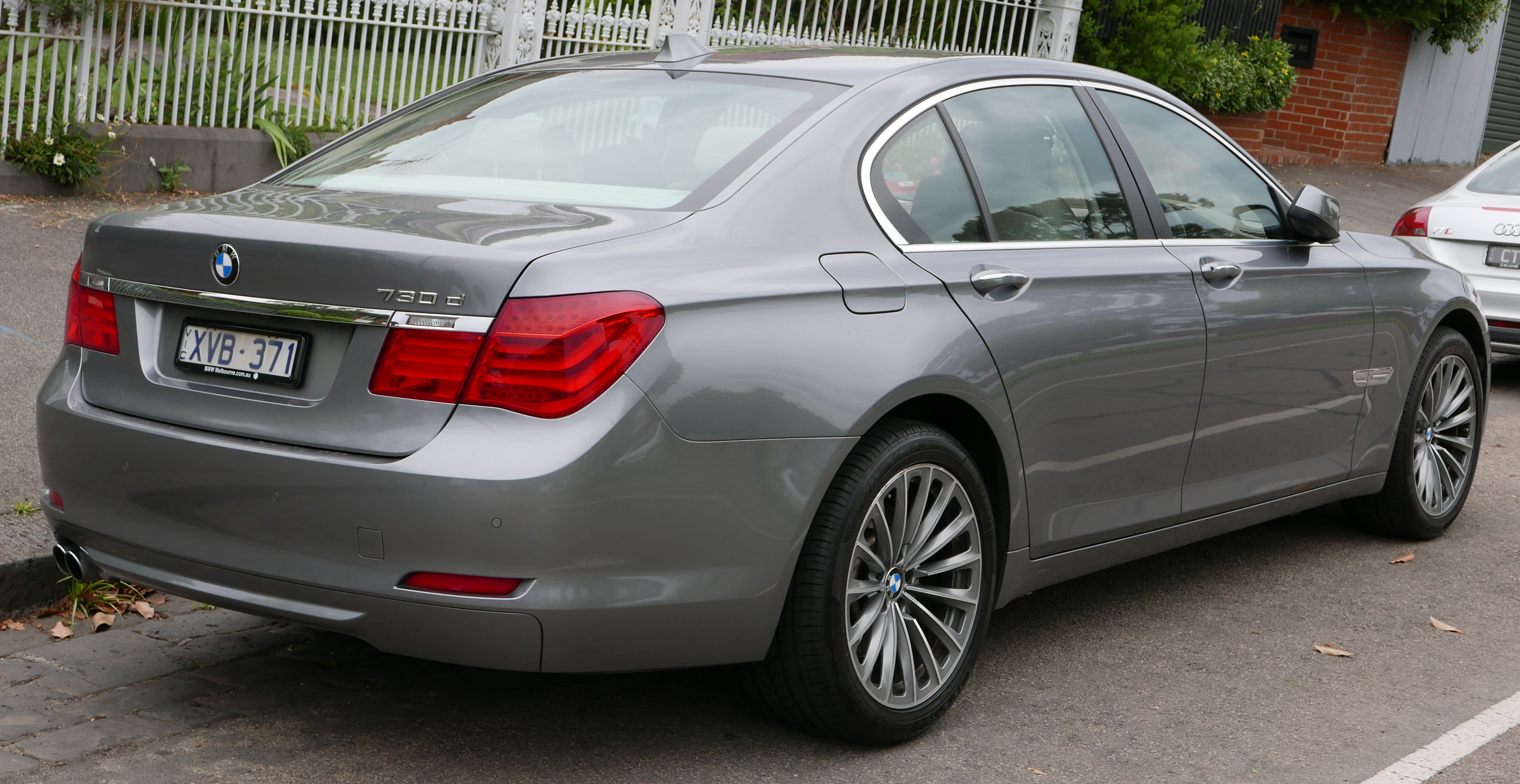
BMW 730d (Australia)

A cincea generație a BMW Seria 7 a fost fabricată și comercializată de BMW pentru anii model 2008-2015 în două configurații de sedanuri de lux de dimensiuni mari: configurațiile F01 (ampatament scurt) și F02 (ampatament lung). A cincea generație este denumită informal, în mod colectiv, F01.

## A șasea generație (G11/G12; 2015)

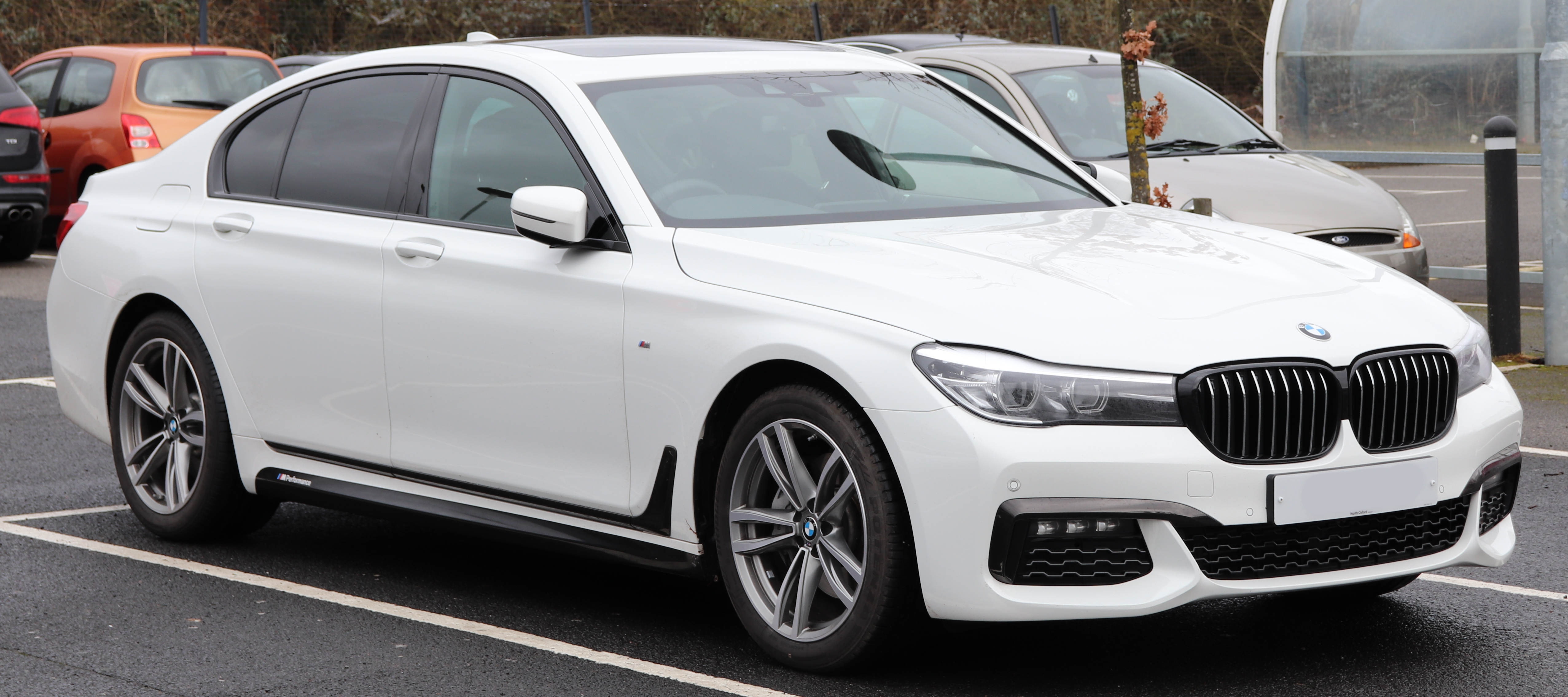
BMW 740d

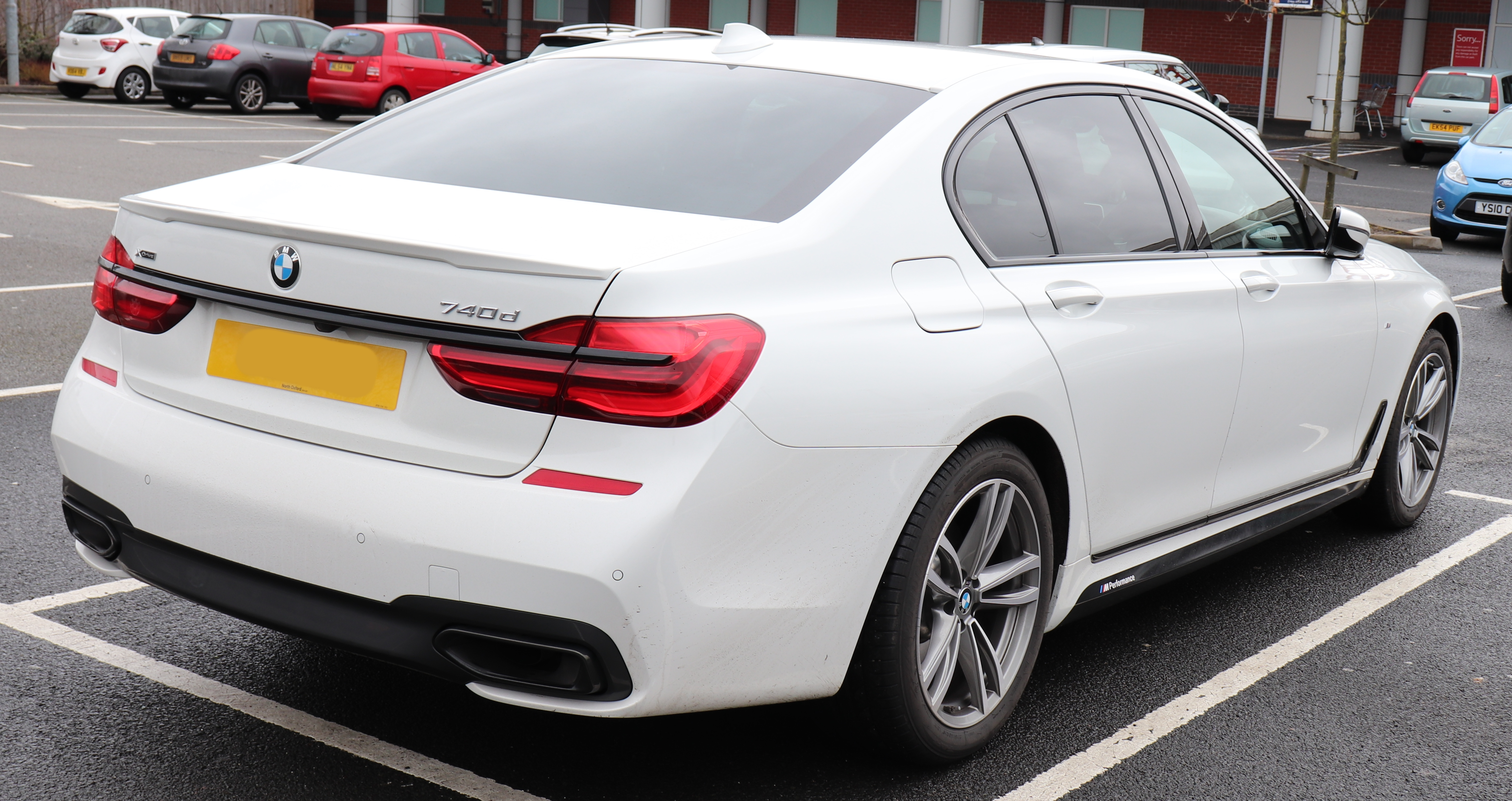
BMW 740d

Spre deosebire de sedanele Seria 3 și Seria 5, BMW nu a produs un model M pentru Seria 7 (adică un „M7”). Cu toate acestea, în 2015, opțiunea „M Performance” a devenit disponibilă pentru Seria 7. Alpina B7 servește ca singura variantă performantă a Seriei 7.

## A șaptea generație (G70/G73; 2022)

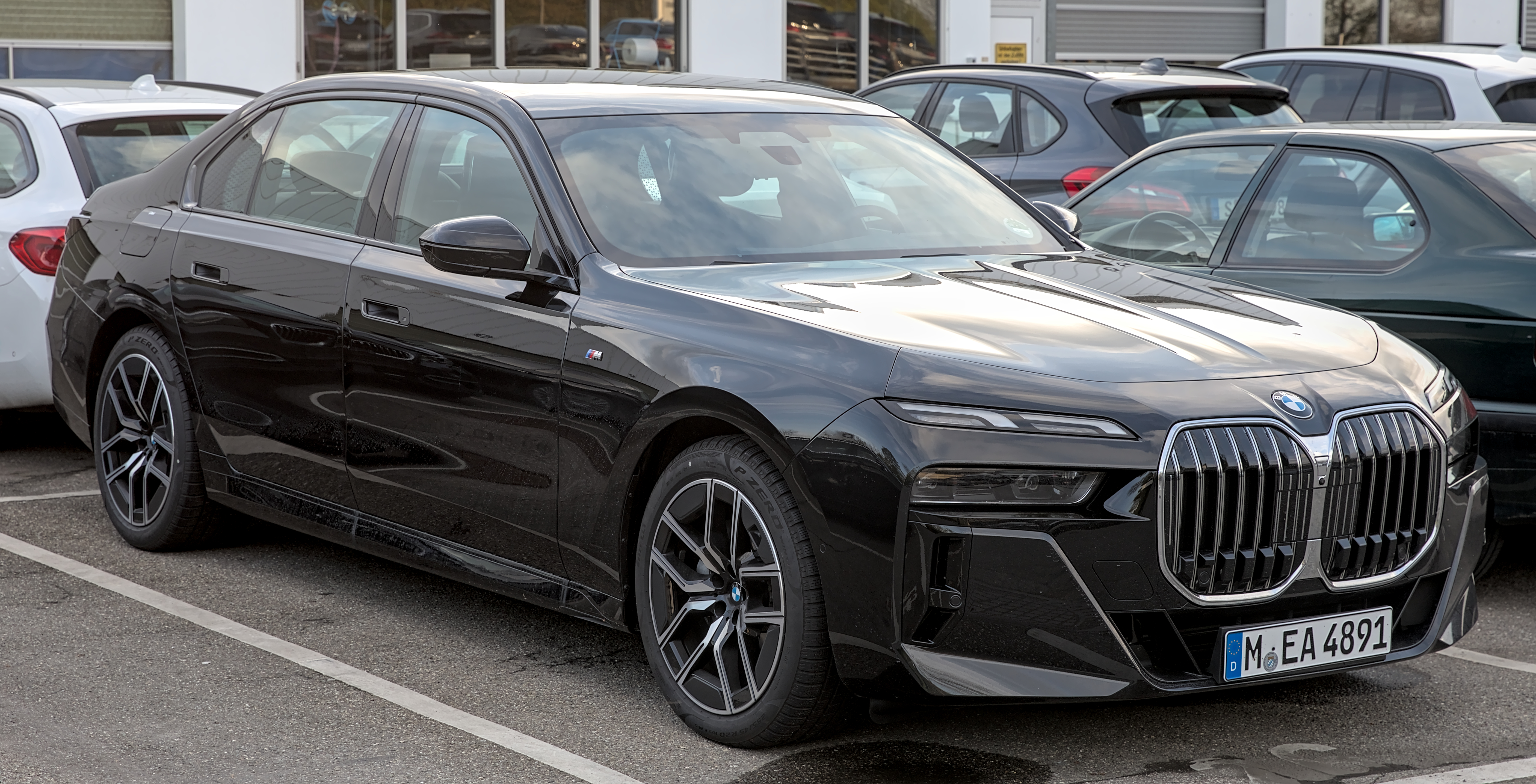
BMW 740d xDrive

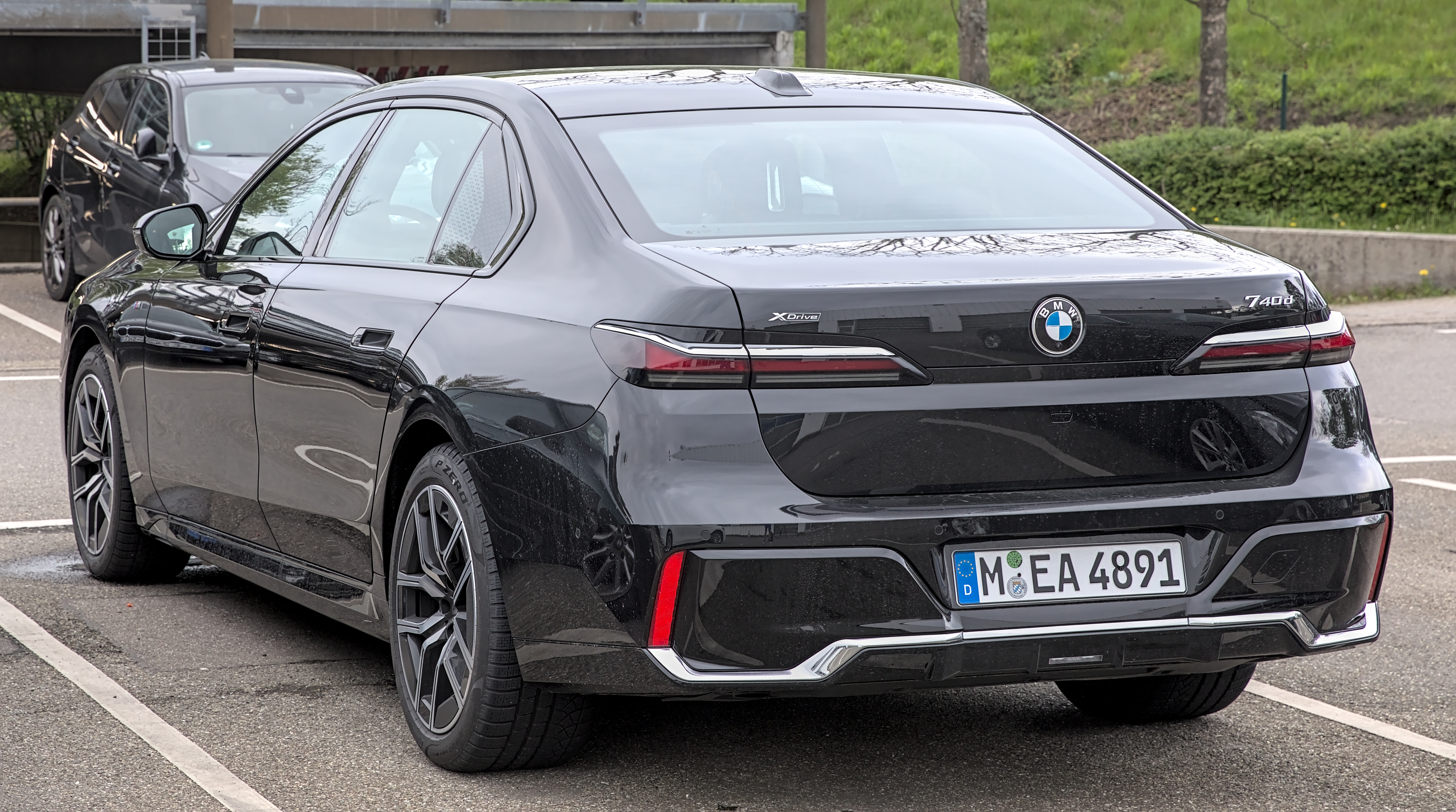
BMW 740d xDrive